# Redecilla del Campo
Redecilla del Campo est une commune d'Espagne de la province de Burgos dans la communauté autonome de Castille-et-León.

## Administration
| Période                                  | Période | Identité           | Étiquette | Qualité |
| ---------------------------------------- | ------- | ------------------ | --------- | ------- |
| 2007                                     |         | Diego Riaño Marcos | PP        |         |
| Les données manquantes sont à compléter. |         |                    |           |         |